# Istok Kespret

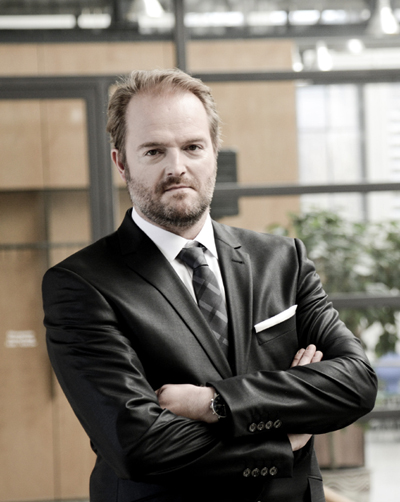
Istok Kespret, 2016

Istok Kespret  (* 7. September 1966 in Moers) ist ein deutscher Autor von Sachbüchern zu Themen aus der Informatik und Unternehmer im Bereich Technologie im Gesundheitswesen.
Der gelernte Bankkaufmann und studierte Diplom-Kaufmann begann Anfang der 1990er Jahre mit dem Verfassen seiner Werke, die zum Teil auch international aufgelegt wurden. Das Themenspektrum seiner Bücher reicht vom Umgang mit spezieller Software bis zu basistechnologischen Werken wie z. B. zur Anwendung und Theorie von Datenkompression. Dabei wurden seine deutschen Werke hauptsächlich durch den IT-Verlag Data Becker veröffentlicht.
In seinem E-Health-Blog sowie dem Internetportal Experten-Lounge Digitale Transformation veröffentlicht Kespret regelmäßig Beiträge zu den Themen Automatisierung und Digitalisierung im Gesundheitswesen. Kespret ist zudem Referent und Speaker für E-Health und Digitalisierung.

## Tätigkeit als Unternehmer
1998 gründete er die Kespret & Lang AG, deren Vorstand er bis heute ist. 2000 folgte die TrustAP GmbH mit Sitz in Moers, ein Consulting-Unternehmen im Bereich von zertifikatsbasierten Systemen und digitalen Signaturen. 2005 gründete er zusammen mit Michael Bohl das IT-Systemhaus HMM Deutschland GmbH mit Sitz in Moers, einen Anbieter für digitale Versorgungs- und Abrechnungslösungen im Gesundheitswesen. 2011 gründete er die X3.Net GmbH, ein Tochterunternehmen der HMM Deutschland, das den Betrieb eines Computernetzwerkes sowie eines IT-Standards zum Gegenstand hat.
Im Jahr 2012 konnte Kespret die Deutsche Telekom als Investor für die HMM Deutschland GmbH gewinnen, die eine Beteiligung von 49,9 Prozent der Anteile am Unternehmen hält.

## Auszeichnungen
- INNOVATIONSPREIS-IT 2016 – Best of E-Health (mobiLEOS Physio)[5]
- INNOVATIONSPREIS-IT 2013 – Best of E-Health (De-Pay)[6]

## Werke
- Das Große Buch zu PKZIP, Data Becker Verlag, 1998, ISBN 978-3815811788
- Zip Bible: A Complete Guide to Data Compression Utilities (Productivity Series), Abacus, 1996
- Pkzip, Lharc and Co.: Ultimate Book on Data Compression, Abacus, 1994
- Postauskunft für Windows, Data Becker Verlag, 1995, ISBN 978-3890119694
- Norton Desktop für DOS, Data Becker Verlag, 1994, ISBN 978-3890116099
- LHARX & co., Data Becker Verlag, 1993, ISBN 978-3890116433
- Norton Utilities 6, Data Becker Verlag, 1993, ISBN 978-3890114644